# Scambio colombiano

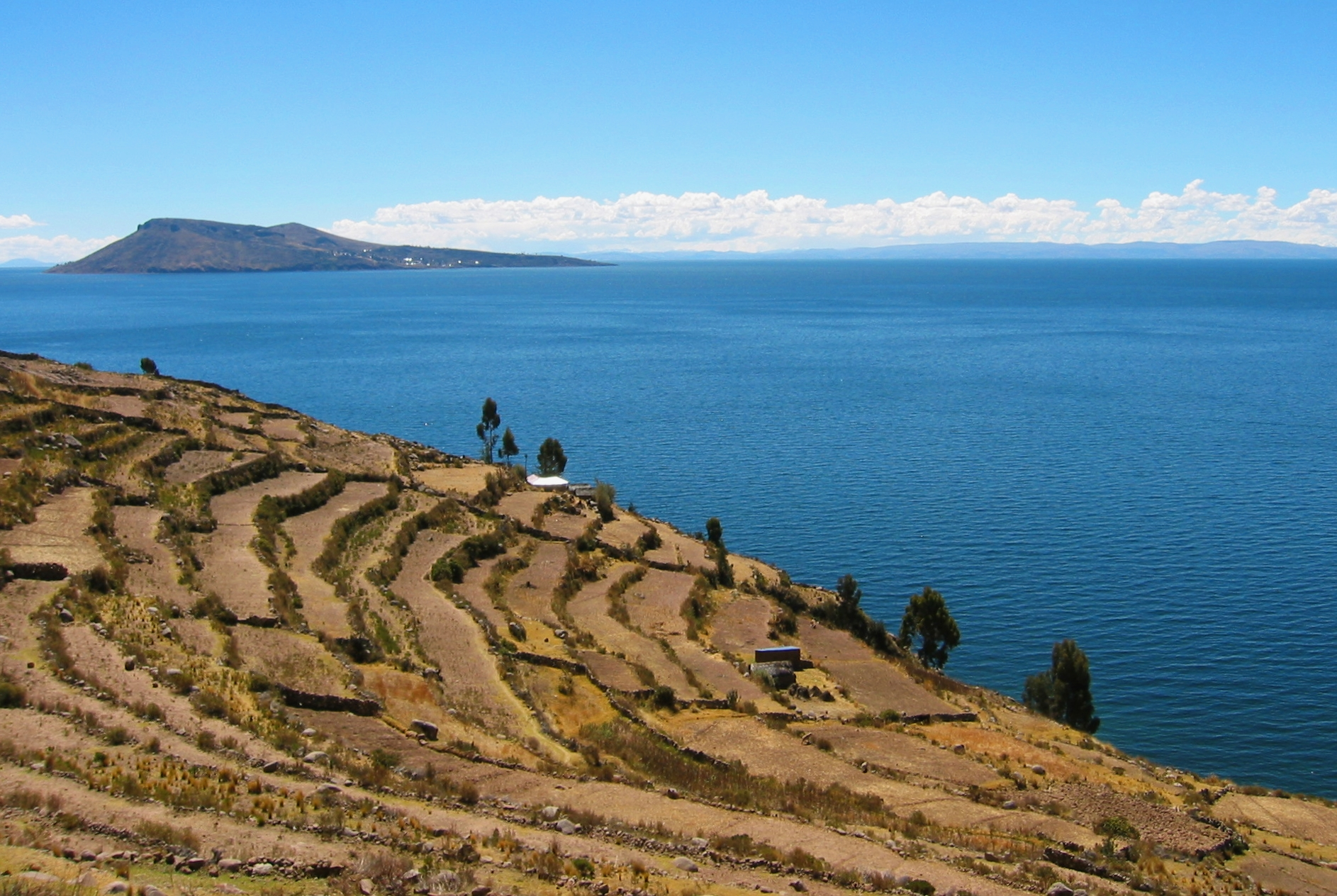
Terrazze di era inca sull'isola di Taquile, dove vengono coltivati alimenti andini, come quinoa e patate, assieme al frumento, di importazione europea.

Lo scambio colombiano è stato uno scambio di vasta portata di animali, piante, cultura e idee tra il Vecchio ed il Nuovo Mondo iniziato con il primo viaggio di Cristoforo Colombo verso le Americhe nel 1492. È stato uno dei più significativi eventi relativi all'ecologia, all'agricoltura e alla cultura di tutta la storia umana, ritenuto da alcuni autori la prima globalizzazione.
Il termine (in inglese, Columbian exchange) venne coniato dallo storico Alfred W. Crosby, professore e autore, nel 1972, del libro The Columbian Exchange.

## Effetti
Gli effetti furono in parte volontari, come lo scambio di prodotti agricoli, ma altrettanti involontari come le malattie umane e vegetali,  o specie alloctone infestanti.

### Sanitari
Lo scambio colombiano colpì gravemente quasi tutte le popolazioni della terra. Nuove malattie introdotte dagli europei (molte delle quali avevano avuto origine in Asia) per le quali le popolazioni indigene delle Americhe non avevano immunità, spopolarono molte culture. I dati per le popolazioni precolombiane delle Americhe sono incerti, ma si stima che le malattie indotte causarono perdite nelle stesse popolazioni, negli anni tra il 1500 e il 1650, tra il 50 e il 90%.

### Agronomici
Il contatto tra le due aree fece circolare una vasta varietà di nuove piante e bestiame che contribuì ad un aumento della popolazione. Gli esploratori tornarono in Europa con mais, patate, pomodori e il cacao, che divennero alimenti molto importanti nell'Eurasia del XVIII secolo. Similarmente, gli europei introdussero manioca e arachide nel sudest tropicale asiatico e in Africa occidentale, dove questi fiorirono e sostennero la crescita della popolazione su terreni che altrimenti non avrebbero potuto produrre molto.

### Culturali
Con la scoperta dell'America molte conoscenze scientifiche, geografiche, religiose, sociali, basate fino ad allora sui testi classici greci risultarono inadeguate, quando addirittura non veritiere alla luce delle nuove evidenze, stimolando la messa in discussione del sapere pregresso, secondo alcuni autori questa verifica critica ha permesso e facilitato la nascita del pensiero scientifico moderno.

## Esempi
| Tipo di organismo  | Dal Vecchio al Nuovo Mondo | Dal Nuovo al Vecchio Mondo |
| ------------------ | --- | --- |
| Animali domestici  | - asino - fagiano - gatto - cammello - pollo - mucca - capra - oca - ape da miele - cavallo - coniglio domestico - maiale - piccione - pecora - baco da seta - bufalo domestico - lombrico | - alpaca - cavia - lama - tacchino - dorifora |
| Piante domestiche  | - mandorla - mela - albicocca - carciofo - asparagi - banana - orzo - barbabietola - pepe nero - cavolo - melone di Cantalupo - carota - caffè - agrumi (arancia, limone, etc.) - cetriolo - melanzana - lino - aglio - canapa - kiwi - noce di cola - lattuga - mango - miglio - avena - gombo - oliva - cipolla - oppio - pesca - pisello - pera - pistacchio - ravanello - rabarbaro - riso - segale - soia - canna da zucchero - taro - tè - rapa - grano - noce (inglese) - cocomero | - amaranto (come grano) - avocado - fagiolo comune (pinto, lima, kidney, etc.) - lampone nero - peperone - mirtillo - anacardio - chirimoya - peperoncino - mirtillo palustre (specie mirtilli rossi di grandi dimensioni, o uva ursina) - coca - cacao - cotone (specie fibre lunghe) - guava (comune) - jicama - mais - manioca (cassava, tapioca, yuca) - papaia - arachide - pecan - ananas - patata - zucca - quinoa - gomma - fragola (varietà commerciali) - girasole - patata americana - tabacco - pomodoro - vaniglia - zucchini |
| Malattie infettive | - peste bubbonica - varicella - colera - influenza - lebbra - malaria - morbillo - scarlattina - vaiolo - febbre tifoide - tifo esantematico - febbre gialla - framboesia | - sifilide - peronospora - filossera |